# Gladys Dick
Gladys Rowena Henryk Dick (ur. 18 grudnia 1881 w Pawnee City, zm. 21 sierpnia 1963 w Palo Alto) – amerykańska lekarka, która wspólnie z mężem, George’em F. Dickiem, opracowała szczepionkę na szkarlatynę.

## Życiorys
Gladys Rowena Henry urodziła się w 1881 roku w Pawnee City (Nebraska). W 1900 roku uzyskała tytuł licencjata w dziedzinie zoologii na Uniwersytecie Nebraska-Lincoln. Jej matka miała początkowo obiekcje, by córka uczęszczała do szkoły medycznej, dlatego pierwsze lata nauki odbyła ona w Nebrasce przed 1903 roku, a następnie przeniosła się do Baltimore by uczęszczać na zajęcia na uniwersytecie Johns Hopkins School of Medicine. Tytuł lekarki zdobyła w roku 1907, po czym przez rok praktykowała na uniwersytecie w Berlinie. Lata spędzone na uniwersytecie Johnsa Hopkinsa i w Berlinie "były jej wprowadzeniem w badaniach biomedycznych", ukazując możliwości dla badań eksperymentalnych w kardiochirurgii i analizie biochemicznej krwi, które prowadziła z Harveyem Cushingiem, W.G. MacCallumem i Miltonem Winternitzem.
Dick przeniosła się do Chicago w 1911 roku, gdzie podczas pracy w Children's Memory Hospital zaraziła się szkarlatyną. Po rekonwalescencji uzyskała pracę w University of Chicago, gdzie studiowała fotochemię nerek wraz z H. Gideonem Wellsem i etiologię szkarlatyny z jej przyszłym mężem, George’em F. Dickiem. Po ich ślubie w 1914 roku pracowała jako patolog w szpitalu w Evanston, a później dołączyła do męża w Instytucie Chorób Zakaźnych Johna R. Mccormicka. Pracowała także jako bakteriolog dla United States Public Health Service oraz w Szpitalu św. Łukasza.
W październiku 1923 Dick i jej mąż z powodzeniem wyizolowali hemolizujące paciorkowce jako przyczynę szkarlatyny, a później opracowali "test Dicka" na małym obszarze skóry, który określa predyspozycje człowieka do choroby, oraz stworzyli szczepionkę. W 1924 i 1926 opatentowali metody uzyskiwania szczepionki, co wywołało krytykę ze strony środowiska medycznego. Małżeństwo twierdziło, że patent pozwoli na kontrolę jakości i ostatecznie wygrało pozew przeciwko laboratoriom Lederle w 1930 roku za "naruszenie praw patentowych i niewłaściwy proces produkcji."
Chociaż szczepionka na szkarlatynę została zastąpiona penicyliną w latach 40. XX wieku, praca małżeństwa Dicków została nagrodzona przez Charlesa Mickle’a nagrodą uniwersytetu w Toronto w 1926 i nagrodą Cameron uniwersytetu w Edynburgu w 1933 roku. W latach 40. i 50. Dick była aktywna na polu badań polio i udzielała się, popierając adopcję – ufundowała Cradle Society w Evanston w Illinois, gdzie pracowała od 1918 do 1953 roku. Opracowała także aseptyczne techniki pielęgniarskie, zapewniające sterylne procedury obchodzenia się z niemowlętami, zapobiegające wzajemnemu zarażaniu się.
Dick zmarła na udar mózgu 21 sierpnia 1963 roku w Palo Alto (Kalifornia).